# Jacques Teugels
Jacques Teugels (3 de agosto de 1946 - 28 de setembro de 2024) foi um ex-futebolista belga. 

## Carreira
Jacques Teugels representou a Seleção Belga de Futebol, da Euro de 1972.